# Galápagos (Espanya)
Galápagos és un municipi de la província de Guadalajara, a la comunitat autònoma de Castella-La Manxa. En agost cada any se celebren tancaments taurins en els que l'animal és perseguit en vehicles motoritzats. Quan és capturat aquest sofreix cops amb vares, pedres i altre tipus d'objectes. També se'l sotmet a descàrregues elèctriques i finalment és rematat d'un tret. En 2009 periodistes de Telecinco varen declarar haver comprovat després d'intentar enregistrar el tancament que "els veïns de Galápagos són experts en llançament d'ampolles i en arribar, fins i tot, a l'agressió per a apoderar-se de les cintes de video."